# Sapê
O sapé (Imperata brasiliensis), também conhecido como sapê, capim-sapé e juçapé, é uma gramínea cujos caules são, após secos, utilizados para se construírem telhados de casas rústicas. A espécie foi descrita pelo botânico germano-russo Carl Bernhard von Trinius no ano de 1832.
A planta coloniza terrenos pobres, esgotados. É mal-aceita pelo gado como alimento.
As inflorescências são brancas e plumosas.
Também é chamada de sapé a Imperata contracta Kunth, recebendo o nome popular especifico de sapé-macho.

## Etimologia
"Sapé" e "juçapé" derivam do termo tupi sapé.
"Capim" é originário do tupi caá pi'i, "folha delgada".

## Uso em telhados
A utilização do sapê como material para cobertura de casas remonta a tempos ancestrais. Povos indígenas e comunidades rurais já empregavam essa técnica para construir habitações resistentes e adaptáveis às condições climáticas locais. O sapê, por suas características naturais, proporciona isolamento térmico e acústico no interior das cabanas, além de garantir uma ventilação adequada aos ambientes internos.
Características e benefícios
- Sustentabilidade: O sapé é um material renovável e biodegradável, com baixo impacto ambiental. Sua produção não exige grandes quantidades de energia ou recursos não renováveis, contribuindo para a redução da pegada ecológica das construções.
- Isolamento térmico e acústico: A estrutura porosa do sapé proporciona excelente isolamento térmico, mantendo os ambientes internos frescos no verão e quentes no inverno. Além disso, o material absorve o som, criando um ambiente mais silencioso e agradável.[6]
- Ventilação natural: A permeabilidade do sapé permite a circulação do ar, garantindo a renovação constante do ambiente interno e reduzindo a necessidade de sistemas de ar condicionado.
- Estética: Os telhados de sapé conferem às edificações um visual rústico e charmoso, integrando-as à natureza e transmitindo uma sensação de aconchego e bem-estar.[6]
- Durabilidade: Quando corretamente instalado e mantido, um telhado de sapé pode durar muitos anos, exigindo pouca manutenção.